# Problem
Problem kommer från grekiskans problema som betyder det förelagda, uppgift. Många använder ordet i betydelsen svårighet, medan andra hellre använder betydelsen utmaning.

## Olika användningsområden av ordet
Problem är en situation som uppstått som gör det mer eller mindre svårt att nå ett uppsatt mål, och oavsett vilket så kallar man vägen dit för lösningen. Att lösa problem går vanligtvis till på så vis att man analyserar problemet och kontemplerar alternativa lösningar för att få nuläget (som innehåller problemet) att gå ihop. Det vanligaste sättet att få nuläget (ÄR-värdet) och målet (BÖR-värdet) till samma punkt är att försöka ändra nuläget så att det stämmer överens med det uppsatta målet. Problemet kan även elimineras genom att målet flyttas till nuläget. Alltså att man accepterar nuläget och konstaterar att problemet inte finns.
I båda fallen kan skillnaden mellan ÄR- och BÖR-värde definieras som "lösningen", eller som "problemet". De kan båda sägas vara "det som ligger mellan ÄR-värdet och BÖR-värdet", men de är manifestationer av differensen sedda ur olika perspektiv. Enligt vissa filosofiska tolkningar kan en lösning bara finnas om det finns ett problem, men att ett problem finns betyder inte att det måste finnas en lösning. Den semantiska avgränsningen av begreppet "problem" och dess innebörd är en återkommande fråga inom den epistemologiska och ontologiska filosofin. Tillika finns det filosofiska tolkningar som hävdar att ett problem bara kan ses som ett problem om det finns en möjlig lösning. I ett teoretiskt scenario där en problematisk situation uppstår som är, per definition, olösbar kan situationen i fråga inte rimligen klassificeras som ett problem på grund av sin oföränderliga natur.